# Анрі Перрюшо

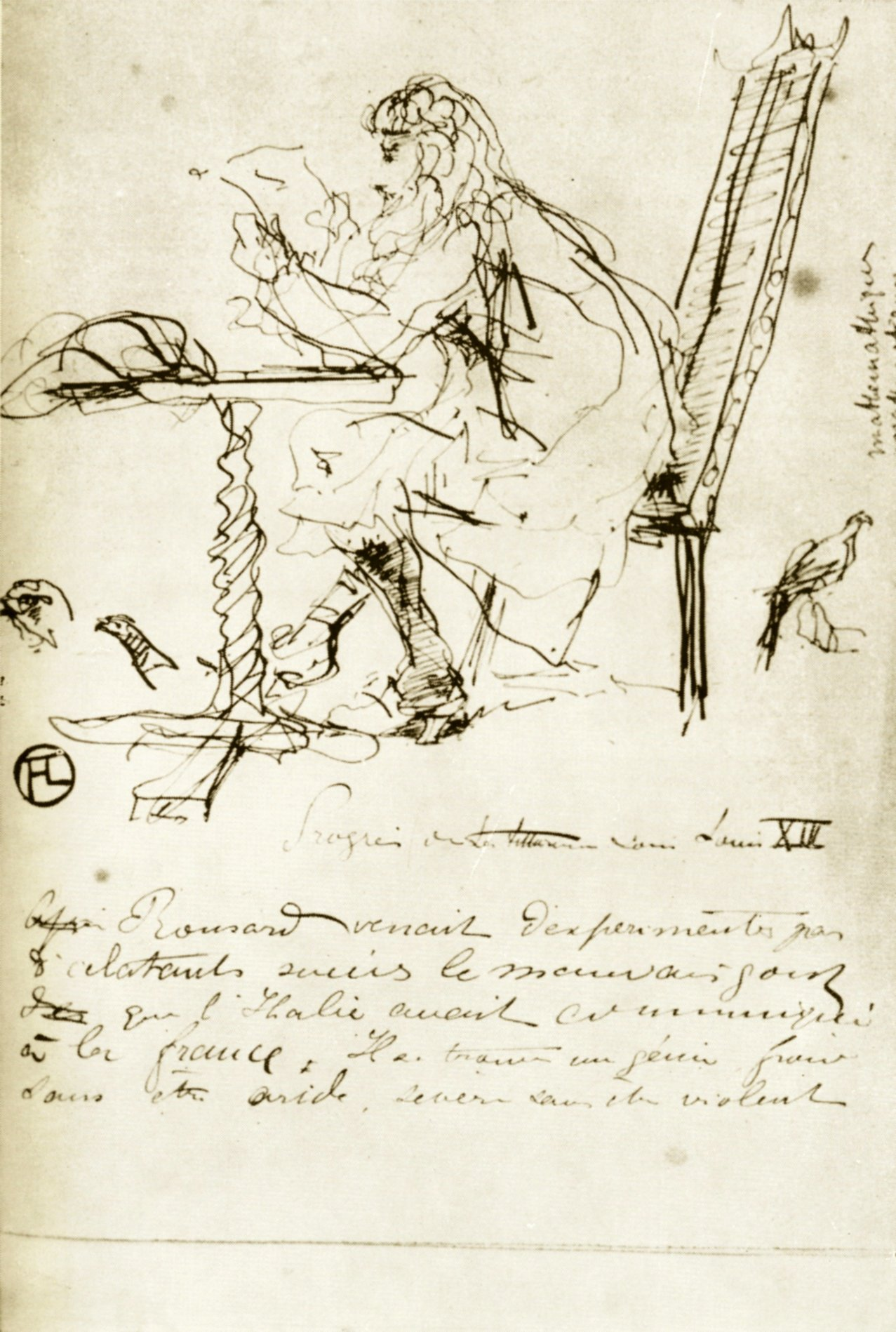
Ілюстрація з книги Перрюшо «Життя Тулуз-Лотрека»

Анрі Перрюшо (фр. Henri Perruchot; 27 січня 1917, Монсо-ле-Мін, Сона і Лаура, Бургундія, Третя французька республіка — 17 лютого 1967, Париж, Франція) — французький письменник, філософ, історик мистецтва, біограф і редактор, який найбільш відомий своїми книгами в жанрі документальної біографії.

## Біографія і творчість
Анрі Перрюшо народився 27 січня 1917 року, в Монсо-ле-Мін, департамент Сона і Луара, в регіоні Бургундія, Франція. Навчався в Марселі й Екс-ан-Прованс, спеціалізувався в галузі історії літератури та англійської мови. 1945 року переїхав до Парижа. Працював як редактор і писав монографії з мистецтва. Пізніше заснував і редагував журнал для мистецтва і дизайну «Сади мистецтв». Член Товариства письменників.
Відомий своїми книгами серії «Мистецтво і доля» (Art et Destin) про життя Едуара Мане, Поля Сезанна, Огюста Ренуара, Вінсента ван Гога, Поля Гогена, Тулуз-Лотрека, Жоржа-П'єра Сера, Анрі Руссо, найбільшого архітектора XX сторіччя Ле Корбюзьє. Поєднував у своїх романах белетристичну жвавість оповіді з достовірністю фактів, намагаючись зрозуміти особливості творчості живописців і епохи. У передмові книги «Сезанн» писав: «ця книга аж ніяк не роман-біографія», — знову повторюю я ті слова, якими починається моя «Життя Ван-Гога». Я дізнався про Сезанна все, що тільки відомо про нього нині; я зібрав і звірив усі наявні про нього матеріали; я відвідав місця, де він жив, допитливо вдивлявся в природу і речі. Коротше кажучи, я не привів тут жодного факту, достовірність якого не міг би довести", а в "Життя Тулуз-Лотрека він описує свій метод роботи наступним чином: «Я читав і порівнював все, що було видано про Лотрека. Познайомився з усіма неопублікованими матеріалами, які зміг знайти, опитав людей, які знали художника, побував в місцях, де він жив, зібрав відомості про людей, які стикалися з ним в його бурхливому короткому житті».
Створюючи свої книги серії «Мистецтво і доля», Перрюшо використовував всі доступні джерела, в тому числі архівні документи; факти, викладені в його книгах, володіють великою достовірністю, що робить його романізовані біографії цінним джерелом для знайомства з епохою і її видатними діячами, але не є мистецтвознавчими працями.
Анрі Перрюшо помер 17 лютого 1967 року в Парижі, похований в комуні Блано (Кот-д'Ор).